# Hot Summer Days
Hot Summer Days (chino: 全城熱戀熱辣辣, Jyutping: Chuen sing yit luen - yit lat lat) es el nombre de película hongkonesa y china del género romántico y comedia codirigido por Tony Chan y Wing Shya, que es protagonizada por Jacky Cheung, Nicholas Tse, Daniel Wu, Vivían Hsu, Barbie Hsu, René Liu, Angelababy Yeung, William Chan y también con una aparición especial de Maggie Cheung. Fue lanzado para celebrar el Año Nuevo Chino y el Día de San Valentín.

## Actores
- Jacky Cheung ... Wah
- Nicholas Tse ... Ah Wai
- René Liu ... Li Yan
- Vivían Hsu ... Wasabi
- Barbie Hsu ... Ding Dong
- Yihong Duan ... Leslie Guan
- Xinbo Fu ... Da Fu
- Angelababy Yeung ... Xiao Qi
- Daniel Wu ... Cocinero Maestro
- Jing Boran ... Xiao Fang
- Conroy Chan Chi-Chung
- Fruit Chan ... El proveedor de helado
- Phat Chan ... Jefe de Taller reparaciones
- Maggie Cheung
- Ghoststyle ... Aprendiz 1
- Cara Louise Grogan ... Chica de Lamborghini
- Jan Lamb ... (voz)
- Chia Hui Liu ... Tío Fai
- Julius Brian Siswojo ... Aprendiz 2
- Rosemary Vandebrouck ... Chica Playa
- Michelle Wai ... Modelo
- Kate Yeung ... Reportero
- Shawn Yue
- Joey Yung ... (voz)